# Människors rike
Människors rike är en svensk svartvit dramafilm från 1949 i regi av Gösta Folke. I rollerna ses bland andra Ulf Palme, Anita Björk och Erik Hell.

## Innehåll
Filmen är en fortsättning av På dessa skuldror där Kjell Loväng tvingades bort från fädernegården då hans bröder Aron och Börje sett till att den sålts till en budgivare som erbjudit en högre summa. Istället har Kjell köpt en mindre gård där han bosatt sig med sin fästmö Birgit Larsson. Han börjar rusta upp den förfallna gården. Sonja på Längtevik som velat ha Kjell presenterar nu sin nye fästman, Aron, för sin far Måns-Erik. Denne blir upprörd eftersom han minns hur de två bröderna Aron och Börje behandlat Kjell. Aron arbetar på fabrik där han vantrivs och han plågas nu också av samvetsförebråelser över det arvskifte som gjort att den rättmätige arvtagaren Kjell fått gå från fädernegården. Samtidigt känner han mindervärdeskomplex gentemot Kjell.
Doktor Osbor som köpte fädernegården söker upp Kjell och ber om hjälp med slåttern. Kjell blir först upprörd och tycker att det är väl mycket begärt av honom att hjälpa till då Osbor köpt gården för ett orimligt högt pris. Det visar sig att Osbor är ovetande om de två brödernas spel bakom ryggen på Kjell. Han trodde att alla bröderna var överens om att sälja till honom. Kjell lovar då att hjälpa till.
Motsättningen mellan Kjell och Aron fortsätter. Aron är svartsjuk och tror att det trots allt är något mellan Sonja och Kjell. De kommer i slagsmål. Birgits föräldrar och syskon kommer på besök till den lilla gården. De uppträder med stadsbons hela överlägsenhet och tycker att Birgit kunde ha gjort ett bättre parti än att bli hustru till en småbrukare. Undantaget är Birgits bror Georg vilken också blir den enda från hennes familj som sedan kommer på Kjells och Birgits bröllop.
Aron och Sonja förlovar sig och gifter sig sedan. Istället för kyrkbröllop väljer de att resa bort och gifta sig på annan ort vilket retar upp Sonjas far. Aron tar över Måns-Eriks gård och installerar sig som ny storbonde men han har fortfarande ett problematiskt förhållande till Kjell som han trots allt känner sig underlägsen inför. Det hela kommer till sin spets vid en auktion där Kjell bjuder på en häst men blir överbjuden av Aron som efteråt ljuger och säger att han inte visste att det var Kjell som han bjöd över. På hemväg från auktionen cyklar Aron omkull och skadar sig i huvudet. Han blir sängliggande och det blir tydligt att han drabbats av samvetsförebråelser även om han nu bara tiger.
Osbor söker upp Kjell och säger att han inte längre rår med att sköta gården och erbjuder nu Kjell att köpa Lovängsgården. Kjell säger tvärt nej vilket gör grannen Andreasson upprörd, som menar att Kjell därmed sviker plikterna mot byn och förfäderna. Aron har kommit på andra tankar och erbjuder Kjell sin hjälp via Sonja som gråtande försöker övertala Kjell att acceptera Arons utsträckta hand. Men Kjell säger ändå ett kategoriskt nej. Han vill inte veta av några skulder. Men när Birgit i en känslosam monolog påminner Kjell om att han ändå har plikter inte bara mot sig själv och byn utan även mot deras ännu ofödda barn förändras Kjells sinnelag. Han går ut i sommarnatten och ute i markerna möter han Aron. De säger några vardagliga repliker om att det ser ut att bli regn och att det kommer att göra gott, vilket blir en bekräftelse på deras försoning.

## Om filmen
Förlagan var romanen med samma namn av Sven Edvin Salje, vilken omarbetades till filmmanus av Karl Fredrik Björn. Scenariot till filmen skrevs av Rune Lindström. Filmen spelades in mellan den 19 maj och 24 juli 1949 i Jämshög, Alltidhult och Olofström i Blekinge. Fotograf var Göran Strindberg, kompositör Erland von Koch och klippare Lennart Wallén. Filmen premiärvisades den 19 september 1949 på flera biografer runt om i Sverige.
Uppgiften i Svensk filmografi nr.4 om att det utarbetats en studieplan för filmen är felaktig och bygger på ett missförstånd.[källa behövs]

## Rollista
- Ulf Palme	– Kjell (Arvid) Loväng
- Anita Björk – Birgit (Maria) Larsson, distriktssköterska
- Erik Hell	– Aron Loväng, Kjells bror
- Ragnvi Lindbladh – Sonja Eriksson
- Märta Arbin – Inga Loväng, Kjells och Arons mor
- Oscar Ljung – Andreasson, Kjells granne
- Agneta Prytz – Edla, piga
- Jan Erik Lindqvist – Janne, Kjells dräng
- Artur Cederborgh – Måns-Erik Eriksson på Längtevik, Sonjas far
- Ivar Kåge	– Osbor, läkare
- Torsten Winge – Beck-Lasse
- Erik Strandell – docent Georg Larsson, Birgits bror
- Artur Rolén – Stall-Jonte
- Sven Magnusson – arbetskamrat till Aron
- Nils Hultgren – mjölnaren
- Harry Ahlin – auktionsutroparen
- Karl Olof Hallin – prästen
- Bertil Berglund – direktör Torvidsson, Birgits svåger
- Adèle Lundvall – Margit Torvidsson, hans fru, Birgits syster
- Hugo Tranberg – Birgits far
- Millan Bolander – Birgits mor
- Gösta Ericsson – verkstadsingenjören
- Hanny Schedin – Sonjas mor

Ej krediterade
- John Zacharias – veterinären
- Gösta Folke – chauffören
- Arne Källerud – berusad man på auktionen
- Ernst Brunman – man på auktionen
- Uno Larsson – gäst på bröllopsmiddagen
- John W. Björling – gäst på bröllopsmiddagen
- Bengt Brunskog – kortspelare
- Walter Sarmell – kortspelare
- Wiktor "Kulörten" Andersson – man på auktionen (bortklippt)